# Impacto ambiental da irrigação

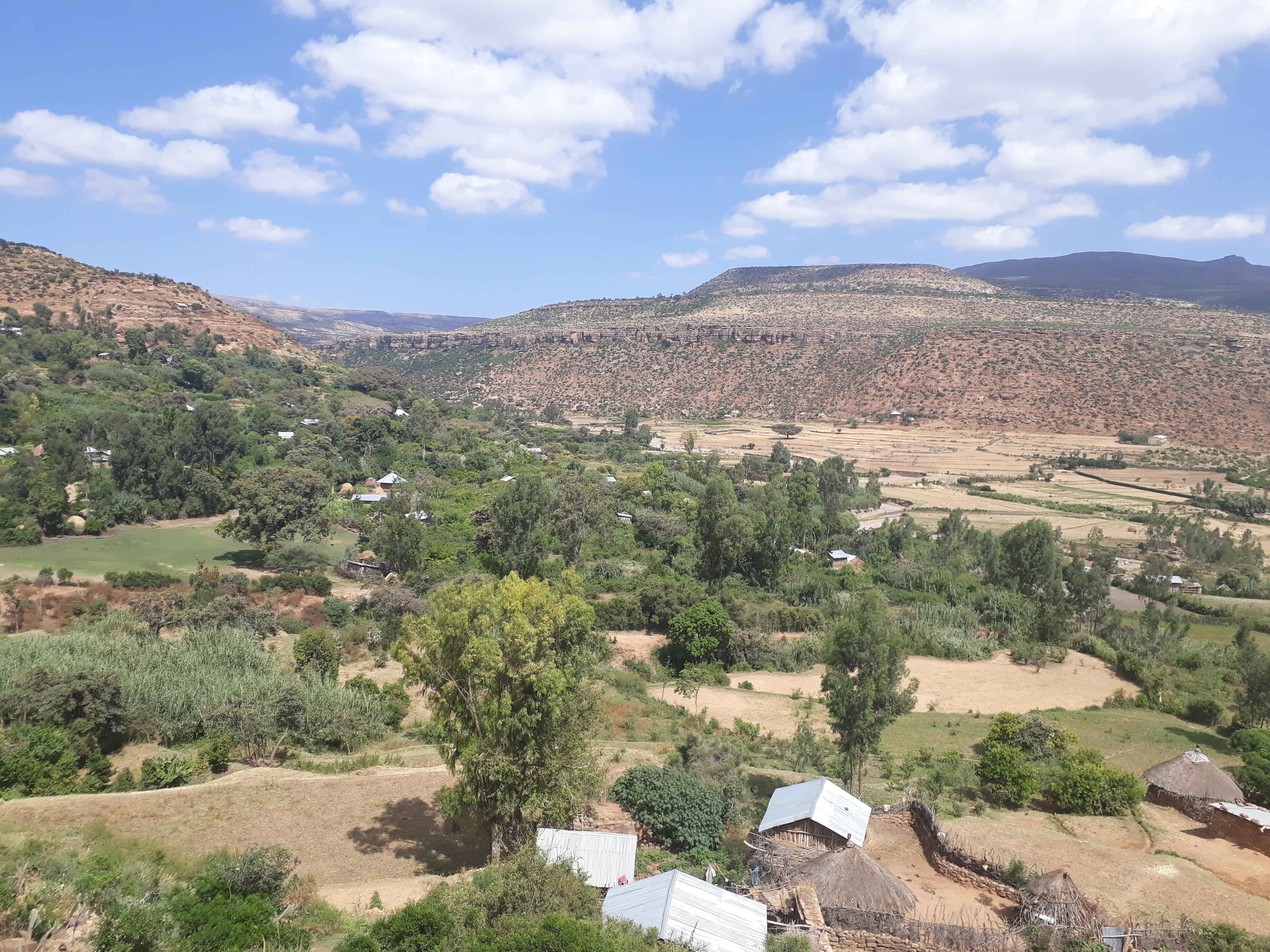
O primeiro efeito ambiental é o aumento do crescimento das culturas, como nos jardins Rubaksa na Etiópia

O impacto ambiental da irrigação está relacionado às mudanças na quantidade e qualidade do solo e da água como resultado da irrigação e os efeitos subsequentes nas condições naturais e sociais nas bacias hidrográficas e a jusante de um esquema de irrigação. Os efeitos decorrem das condições hidrológicas alteradas causadas pela instalação e operação do esquema de irrigação.
Entre alguns desses problemas está o esgotamento dos aquíferos subterrâneos por conta do uso dessa àgua. O solo pode ser irrigado em excesso devido à má uniformidade de distribuição ou o gerenciamento quedesperdiça água e produtos químicos e pode levar à poluição da água. A irrigação excessiva pode causar drenagem profunda dos lençóis freáticos em elevação, o que pode levar a problemas de salinidade da irrigação, exigindo ocontrole do  lençol freático por alguma forma de drenagem subterrânea da terra. No entanto, se o solo estiver sub-irrigado, o controle da salinidade do solo é deficiente, o que leva ao aumento da salinidade do solo com o consequente acúmulo de sais tóxicos na superfície do solo em áreas com alta evaporação. Isso requer lixiviação e um método de drenagem para remover os sais. A irrigação com água salina ou com alto teor de sódio pode danificar a estrutura do solo devido à formação de solo alcalino.

## Efeitos diretos
Um esquema de irrigação extrai água de aquíferos, rios, lagos ou fluxos terrestres e a distribui sobre uma determinada área. Os efeitos hidrológicos, ou diretos, de fazer isso incluem redução no fluxo do rio a jusante, aumento da evaporação na área irrigada, aumento do nível do  lençol freático à medida que a recarga das águas subterrâneas na área aumenta e o fluxo aumenta na área irrigada. Da mesma forma, a irrigação tem efeitos imediatos no fornecimento de umidade à atmosfera, induzindo instabilidades atmosféricas e aumentando a pluviosidade a favor do vento, ou em outros casos modifica a circulação atmosférica, levando a chuva para diferentes áreas a favor do vento. Aumentos ou diminuições na irrigação são uma área chave de preocupação em estudos de precipitação, que examinam como modificações significativas na entrega de evaporação para a atmosfera podem alterar as chuvas a favor do vento.

## Efeitos indiretos
Os efeitos indiretos são aqueles que têm consequências que demoram mais para se desenvolver e também podem ser mais duradouros. Os efeitos indiretos da irrigação incluem o seguinte:
- Alagamento do solo
- Salinação do solo
- Danos ecológicos
- Impactos socioeconômicos

Os efeitos indiretos do alagamento e da salinização do solo ocorrem diretamente na terra que está sendo irrigada. As consequências ecológicas e socioeconômicas demoram mais para acontecer, mas podem ser mais abrangentes.
Alguns esquemas de irrigação usam poços de água. Como resultado, o nível geral da água diminui. Isso pode causar mineração de água, subsidência do solo e, ao longo da costa, intrusão de água salgada.
A área de terra irrigada em todo o mundo ocupa cerca de 16% da área agrícola total e o rendimento das terras irrigadas é de aproximadamente 40% do rendimento total. Ou seja, a terra irrigada produz 2,5 vezes mais produto do que a terra não irrigada.

## Impactos adversos

### Fluxo do rio reduzido
A redução do fluxo do rio a jusante pode causar:
- redução das inundações a jusante
- desaparecimento de zonas úmidas ecologicamente e economicamente importantes ou florestas de inundação;[6]
- disponibilidade reduzida de água industrial, municipal, doméstica e potável;
- rotas de transporte reduzidas. A retirada de água representa uma séria ameaça ao rio Ganges. Na Índia, as barragens controlam todos os afluentes do Ganges e desviam cerca de 60% do fluxo do rio para irrigação;[6]
- possibilidades de pesca reduzidas. O rio Indo no Paquistão enfrenta escassez devido à extração excessiva de água para a agricultura. O Indo é habitado por 25 espécies de anfíbios e 147 espécies de peixes, das quais 22 não são encontradas em nenhum outro lugar do mundo. Abriga o golfinho do rio Indo ameaçado de extinção, um dos mamíferos mais raros do mundo. As populações de peixes, a principal fonte de proteína e sistemas gerais de suporte à vida de muitas comunidades, também estão sendo ameaçadas;[6]
- descarga reduzida no mar, que pode ter várias consequências, como erosão costeira (por exemplo, em Gana[7]) e intrusão de água salgada em deltas e estuários (por exemplo, no Egito, ver barragem de Aswan). A captação atual de água do rio Nilo para irrigação é tão alta que, apesar de seu tamanho, nos períodos de seca o rio não chega ao mar.[6] O Mar de Aral sofreu uma "catástrofe ambiental" devido à intercepção da água do rio para fins de irrigação.

### Aumento da recarga das águas subterrâneas, encharcamento, salinidade do solo

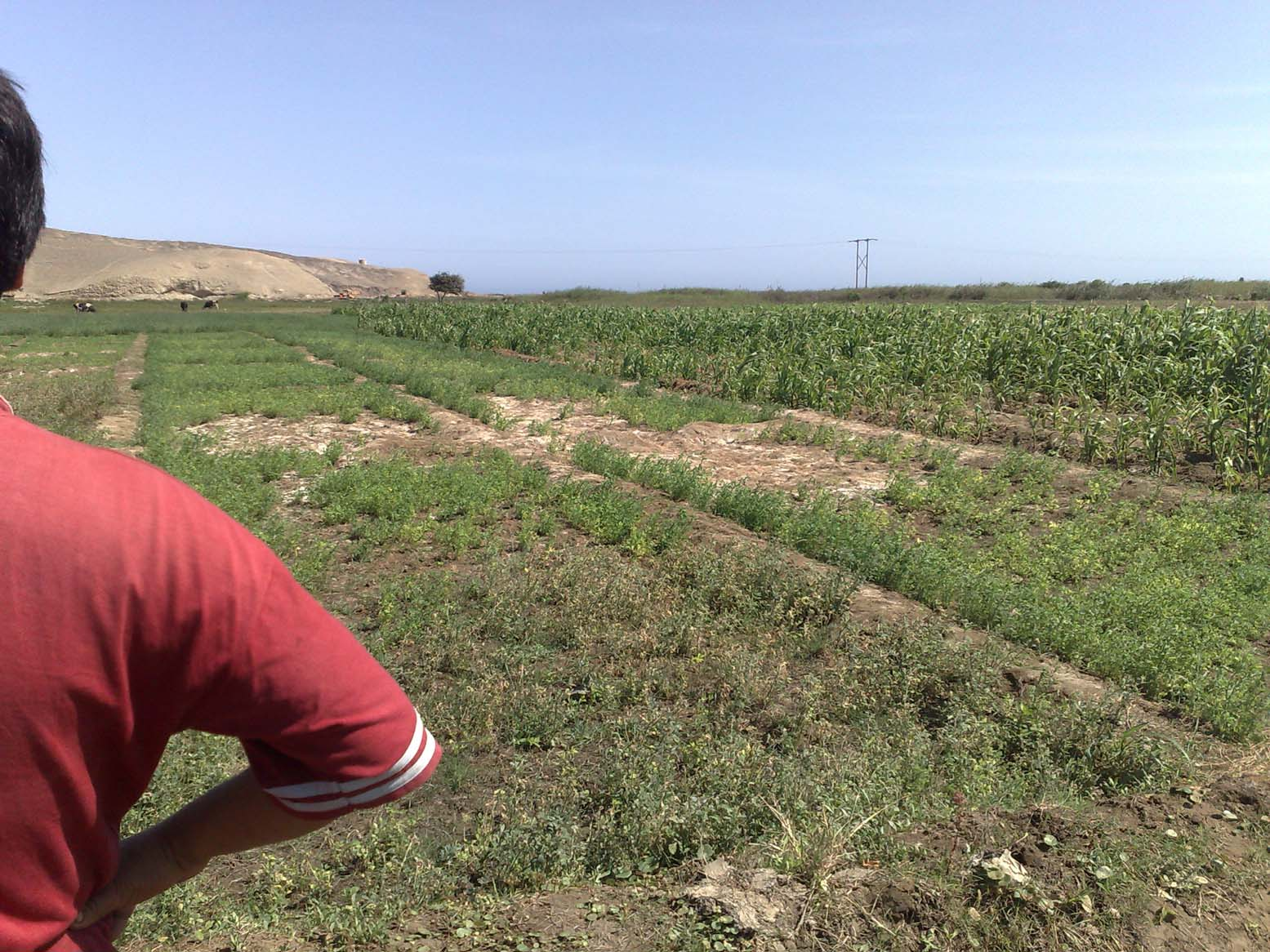
Olhando por cima do ombro de um agricultor peruano no delta de Huarmey, uma terra irrigada alagada e salinizada com uma plantação pobre.Isso ilustra um impacto ambiental dos desenvolvimentos de irrigação a montante, causando um aumento do fluxo de águas subterrâneas para esta área mais baixa, levando a condições adversas.

O aumento da recarga das águas subterrâneas decorre das inevitáveis perdas de percolação profundas que ocorrem no esquema de irrigação. Quanto menor a eficiência da irrigação, maiores as perdas. Embora eficiências de irrigação razoavelmente altas de 70% ou mais (ou seja, perdas de 30% ou menos) possam ocorrer com técnicas sofisticadas como irrigação por aspersão e irrigação por gotejamento, ou por irrigação de superfície bem gerenciada, na prática as perdas são comumente da ordem de 40% para 60%. Isso pode causar os seguintes problemas:
- lençóis freáticos subindo;
- aumento do armazenamento de água subterrânea que pode ser usada para irrigação, água municipal, doméstica e potável por bombeamento de poços;
- alagamentos e problemas de drenagem em aldeias, terras agrícolas e ao longo de estradas - com consequências principalmente negativas. O aumento do nível do lençol freático pode levar à redução da produção agrícola;
- lençóis freáticos rasos - um sinal de que o aquífero é incapaz de lidar com a recarga das águas subterrâneas decorrente das perdas por percolação profunda;
- onde os lençóis freáticos são rasos, as aplicações de irrigação são reduzidas. Como resultado, o solo não é mais lixiviado e os problemas de salinidade do solo se desenvolvem;
- lençóis freáticos estagnados na superfície do solo são conhecidos por aumentar a incidência de doenças transmitidas pela água, como malária, filariose, febre amarela, dengue e esquistossomose em muitas áreas.[8] Custos de saúde, avaliações de impactos na saúde e medidas de mitigação raramente fazem parte dos projetos de irrigação, se é que o fazem;[9]
- Para mitigar os efeitos adversos dos lençóis freáticos rasos e da salinização do solo, é necessária alguma forma de controle do lençol freático, controle da salinidade do solo, drenagem e sistema de drenagem;
- à medida que a água de drenagem se move através do perfil do solo, ela pode dissolver nutrientes (à base de fertilizantes ou de ocorrência natural), como nitratos, levando ao acúmulo desses nutrientes no aquífero subterrâneo. Níveis elevados de nitrato na água potável podem ser prejudiciais para os seres humanos, particularmente crianças com menos de 6 meses, que estão ligados à "síndrome do bebê azul" (consulte Meta-hemoglobinemia).

### Redução da qualidade da água do rio a jusante
Devido à drenagem das águas superficiais e subterrâneas na área do projeto, cujas águas podem ser salinizadas e poluídas por produtos químicos agrícolas como biocidas e fertilizantes, a qualidade da água do rio abaixo da área do projeto pode se deteriorar, o que o torna menos adequado para uso industrial, municipal e uso doméstico. Pode levar à redução da saúde pública.A água poluída do rio que entra no mar pode afetar adversamente a ecologia ao longo da costa (ver barragem de Aswan).
A contribuição natural de sedimentos pode ser eliminada pela detenção de sedimentos atrás das barragens críticas para os desvios de irrigação de águas superficiais. A sedimentação é uma parte essencial do ecossistema que requer o fluxo natural do rio. Esse ciclo natural de dispersão de sedimentos repõe os nutrientes do solo, o que, por sua vez, determina o sustento das plantas e animais que dependem dos sedimentos transportados rio abaixo. Os benefícios de depósitos pesados de sedimentação podem ser vistos em grandes rios como o rio Nilo. O sedimento do delta se acumulou para formar um aquífero gigante durante a estação das cheias e retém a água nos pântanos. As zonas húmidas que são criadas e sustentadas devido ao sedimento acumulado na bacia do rio são um habitat para inúmeras espécies de aves. No entanto, a sedimentação pesada pode reduzir a qualidade da água do rio a jusante e pode exacerbar as inundações a montante. Sabe-se que isso aconteceu no reservatório de Sanmenxia, na China. O reservatório de Sanmenxia é parte de um projeto maior de barragens hidrelétricas feito pelo homem chamado de "Projeto Três Gargantas" Em 1998, cálculos incertos e sedimentos pesados afetaram muito a capacidade do reservatório de cumprir adequadamente sua função de controle de qualidade da água do rio a jusante. Mudar mais para parcelas de irrigação em massa para atender mais demandas socioeconômicas é ir contra o equilíbrio natural da natureza, e usar a água de forma pragmática - onde ela for encontrada.

### Usuários de água a jusante afetados

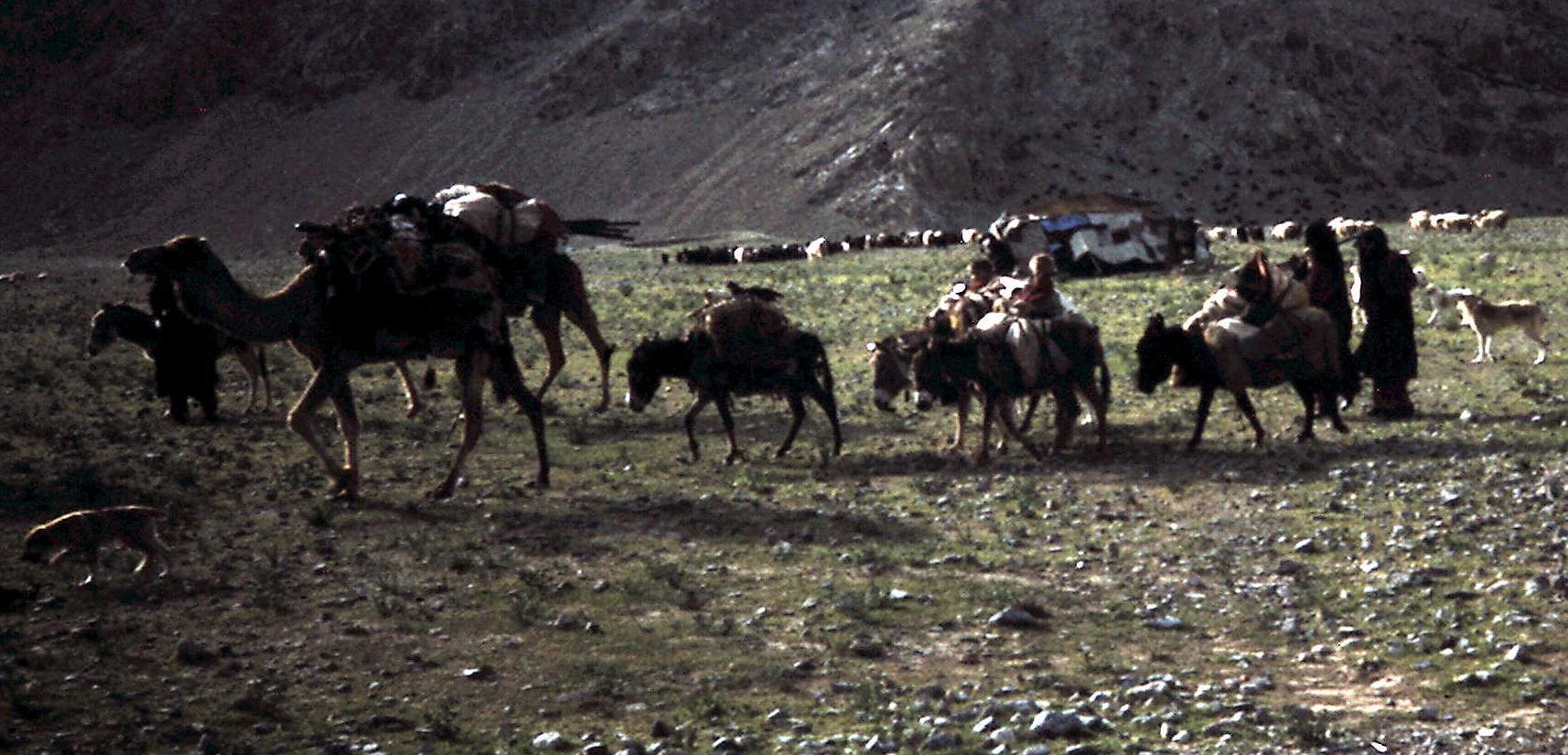
Água se torna escassa para pastores nômades no Baluchistão devido a novos desenvolvimentos de irrigação.

Os usuários de água a jusante muitas vezes não têm direitos legais sobre a água e podem ser vítimas do desenvolvimento da irrigação.
Pastores e tribos nômades podem encontrar suas terras e recursos hídricos bloqueados por novos empreendimentos de irrigação sem recurso legal.
As culturas de recessão podem ser seriamente afetadas pela interceptação a montante da água do rio para fins de irrigação.
- No Baluchistão, Paquistão, o desenvolvimento de novos projetos de irrigação em pequena escala esgotou os recursos hídricos das tribos nômades que viajavam anualmente entre Baluchistão e Gujarat ou Rajasthan, Índia;[14]
- Após o fechamento da barragem de Kainji, na Nigéria, 50 a 70 por cento da área a jusante de culturas de recessão foi perdida.[15]

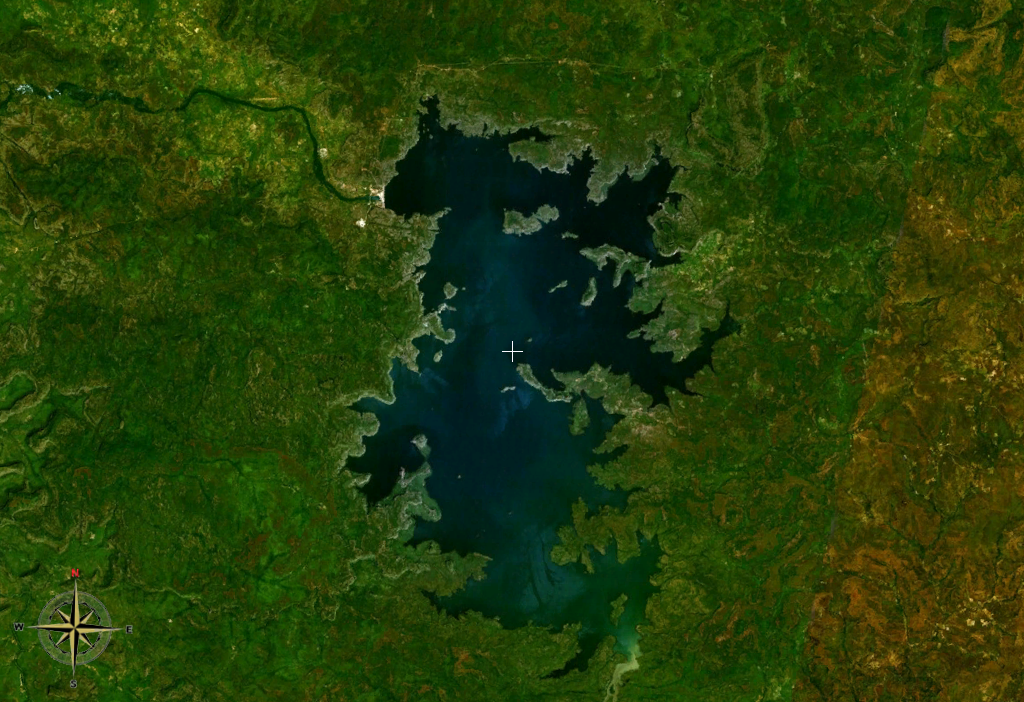
Lago Manantali, 477 km ^{2}, desalojou 12.000 pessoas.

### Oportunidades perdidas de uso da terra
Os projetos de irrigação podem reduzir as possibilidades de pesca da população original e as possibilidades de pastagem para o gado. A pressão do gado nas terras remanescentes pode aumentar consideravelmente, porque as tribos pastoris tradicionais expulsas terão que encontrar sua subsistência e existência em outros lugares, o sobrepastoreio pode aumentar, seguido de grave erosão do solo e perda de recursos naturais . O reservatório de Manatali formado pela barragem de Manantali no Mali cruza as rotas de migração de pastores nômades e destruiu 43.000 ha de savana, provavelmente levando ao sobrepastoreio e erosão em outros lugares. Além disso, o reservatório destruiu 120 km2 de floresta. O esgotamento dos aquíferos subterrâneos, causado pela supressão do ciclo de cheias sazonais, está danificando as florestas a jusante da barragem.

### Mineração de águas subterrâneas com poços, subsidência de terras

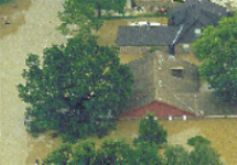
Inundações como consequência da subsidência da terra

Quando mais água subterrânea é bombeada de poços do que reabastecida, o armazenamento de água no aquífero está sendo extraído e o uso dessa água não é mais sustentável. À medida que os níveis baixam, torna-se mais difícil extrair água e as bombas lutam para manter a vazão do projeto e podem consumir mais energia por unidade de água. Eventualmente, pode tornar-se tão difícil extrair água subterrânea que os agricultores podem ser forçados a abandonar a agricultura irrigada.Alguns exemplos notáveis incluem:
- As centenas de poços tubulares instalados no estado de Uttar Pradesh, na Índia, com financiamento do Banco Mundial, têm períodos de operação de 1,4 a 4,7 horas/dia, enquanto foram projetados para operar 16 horas/dia;[19]
- No Baluchistão, Paquistão, o desenvolvimento de projetos de irrigação de poços tubulares foi feito às custas dos usuários tradicionais de qanats ou kariz;[14]
- subsidência relacionada às águas subterrâneas[20] da terra devido à mineração de águas subterrâneas ocorreu nos Estados Unidos a uma taxa de 1m para cada 13m que o lençol freático foi rebaixado;[21]
- Casas em Greens Bayou perto de Houston, Texas, onde 5 a 7 pés de subsidência ocorreram, foram inundadas durante uma tempestade em junho de 1989, como mostrado na imagem.[22]

## Simulação e previsão
Os efeitos da irrigação no lençol freático, salinidade do solo e salinidade da drenagem e águas subterrâneas, e os efeitos das medidas mitigadoras podem ser simulados e previstos usando modelos de agro-hidro-salinidade como SaltMod e SahysMod

### Estudos de caso
1. Na Índia, 2,19 milhões de hectares de terra sofreram com o alagamento nos comandos do canal de irrigação. Além disso, 3,47 milhões de hectares foram seriamente afetados pelo sal;[24][25]
2. Nas planícies do Indo, no Paquistão, mais de 2 milhões de hectares de terra estão inundados.[26] O solo de 13,6 milhões de hectares dentro da Área Bruta de Comando foi pesquisado, o que revelou que 3,1 milhões de hectares (23%) eram salinos.23% disso foi em Sindh e 13% no Punjab.[26] Mais de 3 milhões de hectares de terras alagadas receberam poços tubulares e drenos ao custo de bilhões de rúpias, mas os objetivos de recuperação foram alcançados apenas parcialmente.[27] O Banco Asiático de Desenvolvimento (ADB) afirma que 38% da área irrigada está agora encharcada e 14% da superfície é muito salina para uso;[28]
3. No delta do Nilo, no Egito, a drenagem está sendo instalada em milhões de hectares para combater o alagamento resultante da introdução de irrigação perene maciça após a conclusão da Barragem Alta em Assuan;[29]
4. No México, 15% dos 3 milhões de hectares de terras irrigáveis são salinizados e 10% estão inundados;[30]
5. No Peru, cerca de 0,3 milhões de hectares dos 1,05 milhões de hectares de terras irrigáveis sofrem degradação;
6. As estimativas indicam que cerca de um terço da terra irrigada nos principais países de irrigação já está muito afetada pela salinidade ou espera-se que venha a sê-lo em um futuro próximo. As estimativas atuais para Israel são 13% da terra irrigada, Austrália 20%, China 15%, Iraque 50%, Egito 30%. A salinidade induzida pela irrigação ocorre em sistemas de irrigação grandes e pequenos;[31]
7. A FAO estimou que até 1990 cerca de 52 milhões de hectares de terras irrigadas precisarão ter sistemas de drenagem melhorados instalados, grande parte da drenagem subsuperficial para controlar a salinidade.[32]

### Drenagem a jusante reduzida e qualidade das águas subterrâneas
- A qualidade da água de drenagem a jusante pode se deteriorar devido à lixiviação de sais, nutrientes, herbicidas e pesticidas com alta salinidade e alcalinidade. Existe a ameaça de os solos se converterem em solos salinos ou alcalinos. Isso pode afetar negativamente a saúde da população no final da bacia hidrográfica e a jusante do esquema de irrigação, bem como o equilíbrio ecológico. O Mar de Aral, por exemplo, está seriamente poluído pela água de drenagem;
- A qualidade das águas subterrâneas a jusante pode deteriorar-se de forma semelhante à da água de drenagem a jusante e ter consequências semelhantes

## Mitigação de efeitos adversos
A irrigação pode ter uma variedade de impactos negativos na ecologia e na socioeconomia, que podem ser mitigados de várias maneiras. Isso inclui a localização do projeto de irrigação em um local que minimize os impactos negativos. A eficiência dos projetos existentes pode ser melhorada e as terras agrícolas degradadas existentes podem ser melhoradas em vez de estabelecer um novo projeto de irrigação. O uso de sistemas de irrigação por aspersão e micro-irrigação diminui o risco de encharcamento e erosão. Sempre que possível, o uso de águas residuais tratadas disponibiliza mais água para outros usuários. A manutenção dos fluxos de inundação a jusante das barragens pode garantir que uma área adequada seja inundada a cada ano, apoiando, entre outros objetivos, as atividades pesqueiras.

### Impactos ambientais atrasados
Muitas vezes leva tempo para prever com precisão o impacto que novos esquemas de irrigação terão na ecologia e socioeconomia de uma região. No momento em que essas previsões estiverem disponíveis, uma quantidade considerável de tempo e recursos já pode ter sido despendida na implementação desse projeto. Quando esse for o caso, os gerentes de projeto muitas vezes só mudarão o projeto se o impacto for consideravelmente maior do que o esperado originalmente.

### Estudo de caso no Malawi
Frequentemente , os esquemas de irrigação são vistos como extremamente necessários para o bem-estar socioeconômico, especialmente nos países em desenvolvimento . Um exemplo disso pode ser demonstrado a partir de uma proposta para um esquema de irrigação no Malawi. Aqui foi demonstrado que os potenciais efeitos positivos do projeto de irrigação que estava sendo proposto “superavam os potenciais impactos negativos”. Afirmou-se que os impactos seriam em sua maioria "localizados, mínimos, de curto prazo, ocorrendo durante as fases de construção e operação do Projeto". Para ajudar a aliviar e prevenir grandes impactos ambientais, eles usariam técnicas que minimizam os potenciais impactos negativos. Quanto ao bem-estar socioeconômico da região, não haveria "deslocamento e/ou reassentamento previsto durante a implementação das atividades do projeto". Os objetivos primários originais do projeto de irrigação eram reduzir a pobreza, melhorar a segurança alimentar, criar empregos locais, aumentar a renda familiar e melhorar a sustentabilidade do uso da terra.
Devido a esse planejamento cuidadoso, este projeto teve sucesso tanto na melhoria das condições socioeconômicas da região quanto na garantia de que a terra e a água sejam sustentáveis no futuro.